# Municipio de Beloit
El municipio de Beloit (en inglés: Beloit Township) es un municipio ubicado en el condado de Mitchell en el estado estadounidense de Kansas. En el año 2010 tenía una población de 205 habitantes y una densidad poblacional de 2,46 personas por km².

## Geografía
El municipio de Beloit se encuentra ubicado en las coordenadas 39°25′47″N 98°6′17″O / 39.42972, -98.10472. Según la Oficina del Censo de los Estados Unidos, el municipio tiene una superficie total de 83.35 km², de la cual 83,35 km² corresponden a tierra firme y (0,01 %) 0,01 km² es agua.

## Demografía
Según el censo de 2010, había 205 personas residiendo en el municipio de Beloit. La densidad de población era de 2,46 hab./km². De los 205 habitantes, el municipio de Beloit estaba compuesto por el 99,51 % blancos, el 0,49 % eran amerindios. Del total de la población el 0 % eran hispanos o latinos de cualquier raza.